# Trecătoarele iubiri
Trecătoarele iubiri este un film dramatic românesc din 1974 regizat de Malvina Urșianu. Rolurile principale au fost interpretate de actorii George Motoi, Silvia Popovici și Gina Patrichi.

## Distribuție
Distribuția filmului este alcătuită din:
- George Motoi — Andrei, arhitect român stabilit în străinătate[1]
- Silvia Popovici — Lena, arhitectă specializată în construcții hoteliere, soția lui Costea, fosta iubită a lui Andrei
- Gina Patrichi — Hanna, soția lui Andrei, care a emigrat în Germania în perioada studenției
- Cornel Coman — Costea Matei, arhitect specializat în sistematizări rurale, soțul Lenei, fost prieten al lui Andrei
- Nina Costa — Ana, cântăreața de la barul Hotelului Intercontinental / Ana (Anița) Criveanu, fiica lui Ilie Pîrvu, vecina din copilărie a lui Andrei, fosta colegă de bancă
- Mihai Pălădescu — dr. Dinu Gherghel, medic internist oncolog la Sanatoriul Băneasa, fost coleg de școală al lui Andrei
- Emilia Dobrin — dr. Ana Cartianu, tânăra doctoriță din satul natal al lui Andrei
- Maria Cumbari — tânăra arhitectă de pe șantier
- Iulian Vișa — muncitorul tânăr din decovil care-i vorbește arhitectului de Dobrin
- Mihaela Nestorescu
- Olga Delia Mateescu — studenta în la Facultatea de Arheologie, fiica unui fost coleg de școală al lui Andrei (menționată Delia Mateescu)
- Iulian Necșulescu — funcționar la un minister
- Sorin Gabor — om de afaceri german
- Ion Niciu — om de afaceri german
- Dorel Vișan — Zamfir, primarul comunei natale a lui Andrei
- Rodica Platzman
- Beate Fredanov — bătrâna profesoară de franceză, originară din Bretania
- Gheorghe Cozorici — arhitectul șef al stațiunii montane din satul natal al lui Andrei (nemenționat)
- Mircea Bașta — fost coleg de școală al lui Andrei (nemenționat)
- Emanoil Petruț — Ștefan, fost coleg de școală al lui Andrei (nemenționat)

## Primire
Filmul a fost vizionat de 1.644.858 de spectatori în cinematografele din România, după cum atestă o situație a numărului de spectatori înregistrat de filmele românești de la data premierei și până la data de 31 decembrie 2014 alcătuită de Centrul Național al Cinematografiei.